# 히드론
히드론(Hydron)은 기호 H+로 표시되는 단원자 수소 양이온의 일반적인 이름이다. 프로톤이라는 말은 가장 많은 동위 원소인 경수소 양이온을 의미한다.

## 같이 보기
- 탈양성자화
- 수소 분자 이온
- 초강산